# Johann Christoph Frisch
Johann Christoph Frisch (né à Berlin en 1737 – mort en 1815 dans la même ville) est un peintre prussien.
Il a étudié à Rome, et a peint les plafonds de palaces de Berlin, Potsdam et du Palais de Sanssouci, avec des portraits, des scènes mythologiques et de la vie de Frédéric II de Prusse.

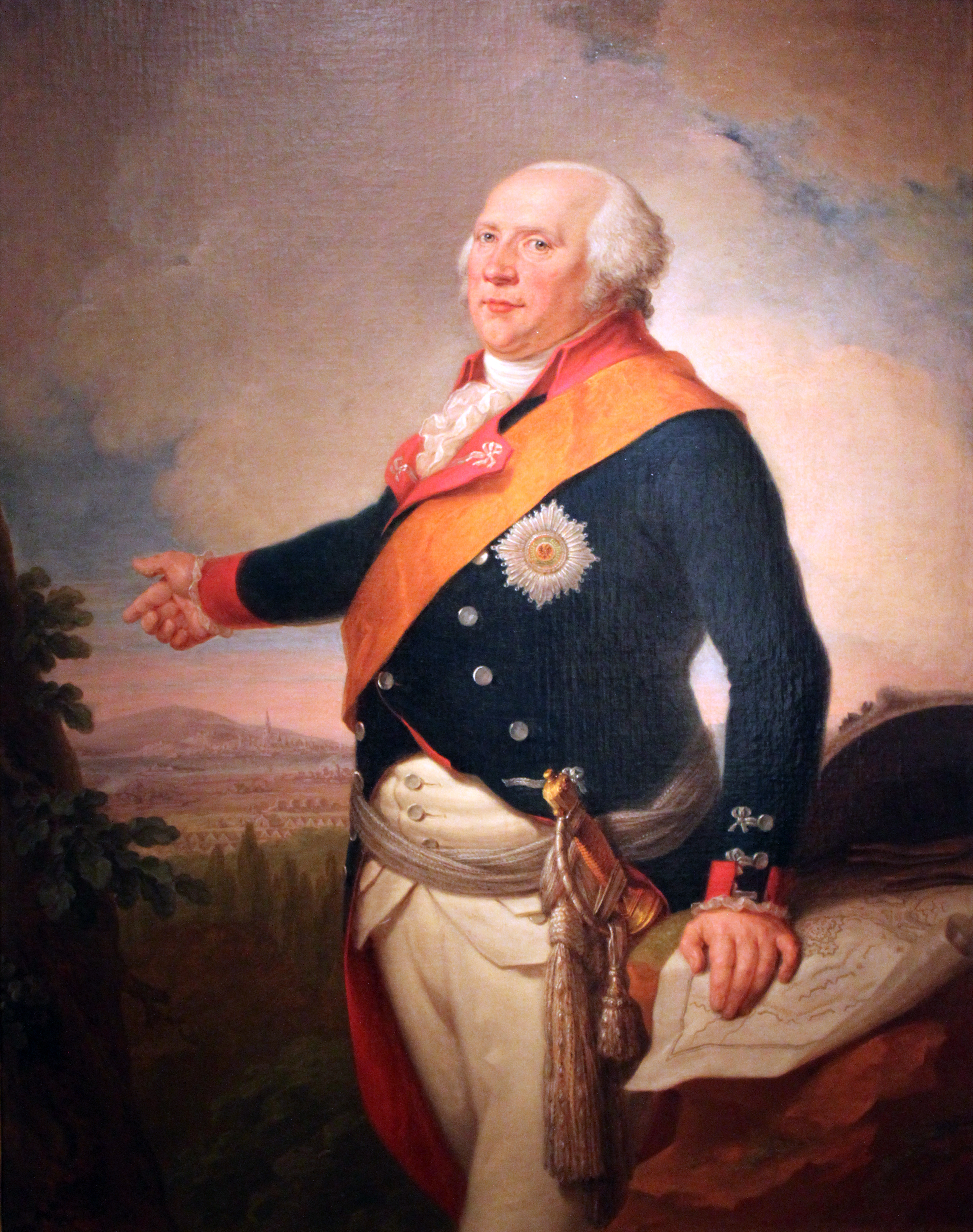
Portrait de Frédéric-Guillaume II de Prusse (1744-1797)
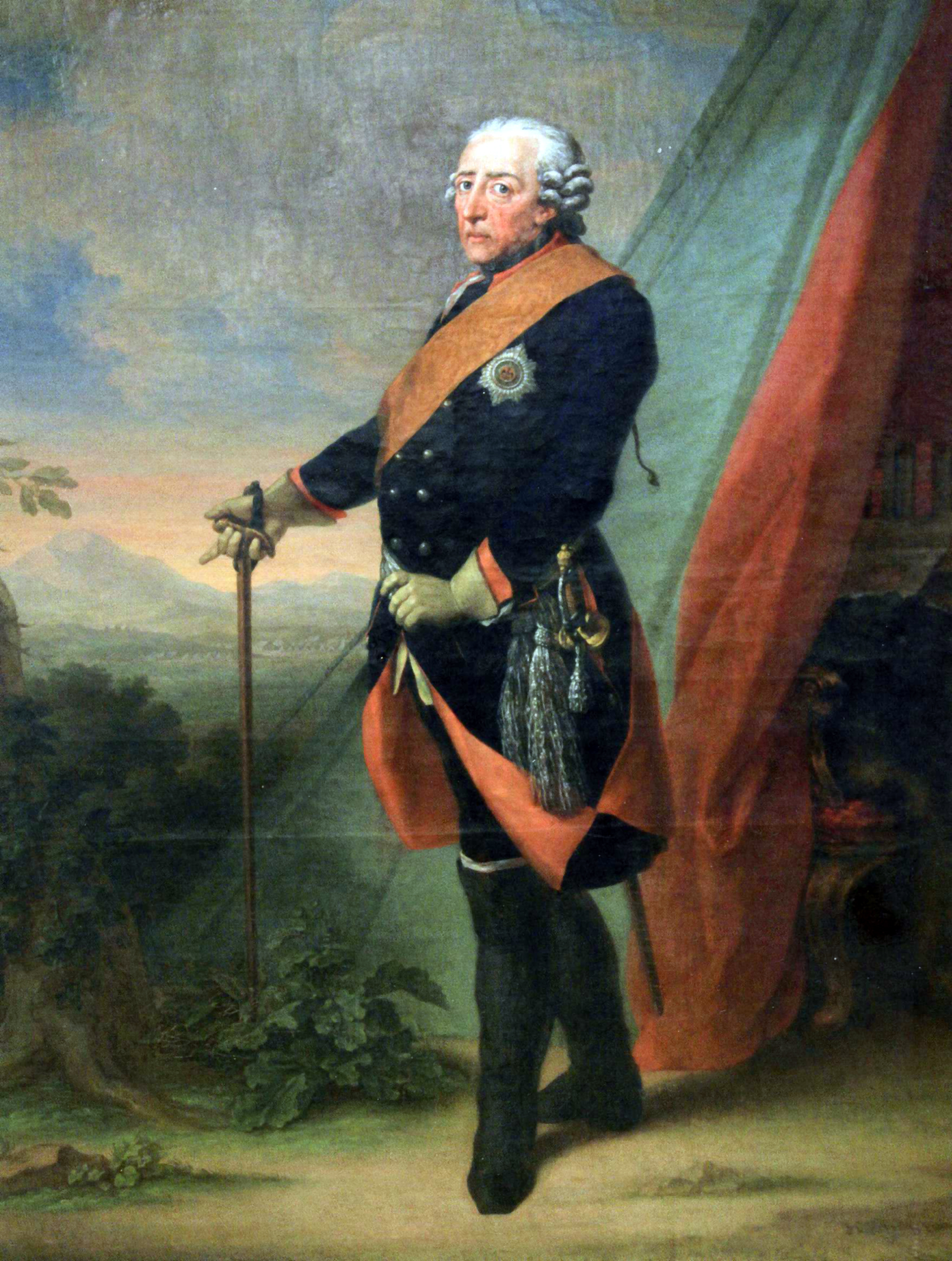
Portrait de Frédéric II de Prusse
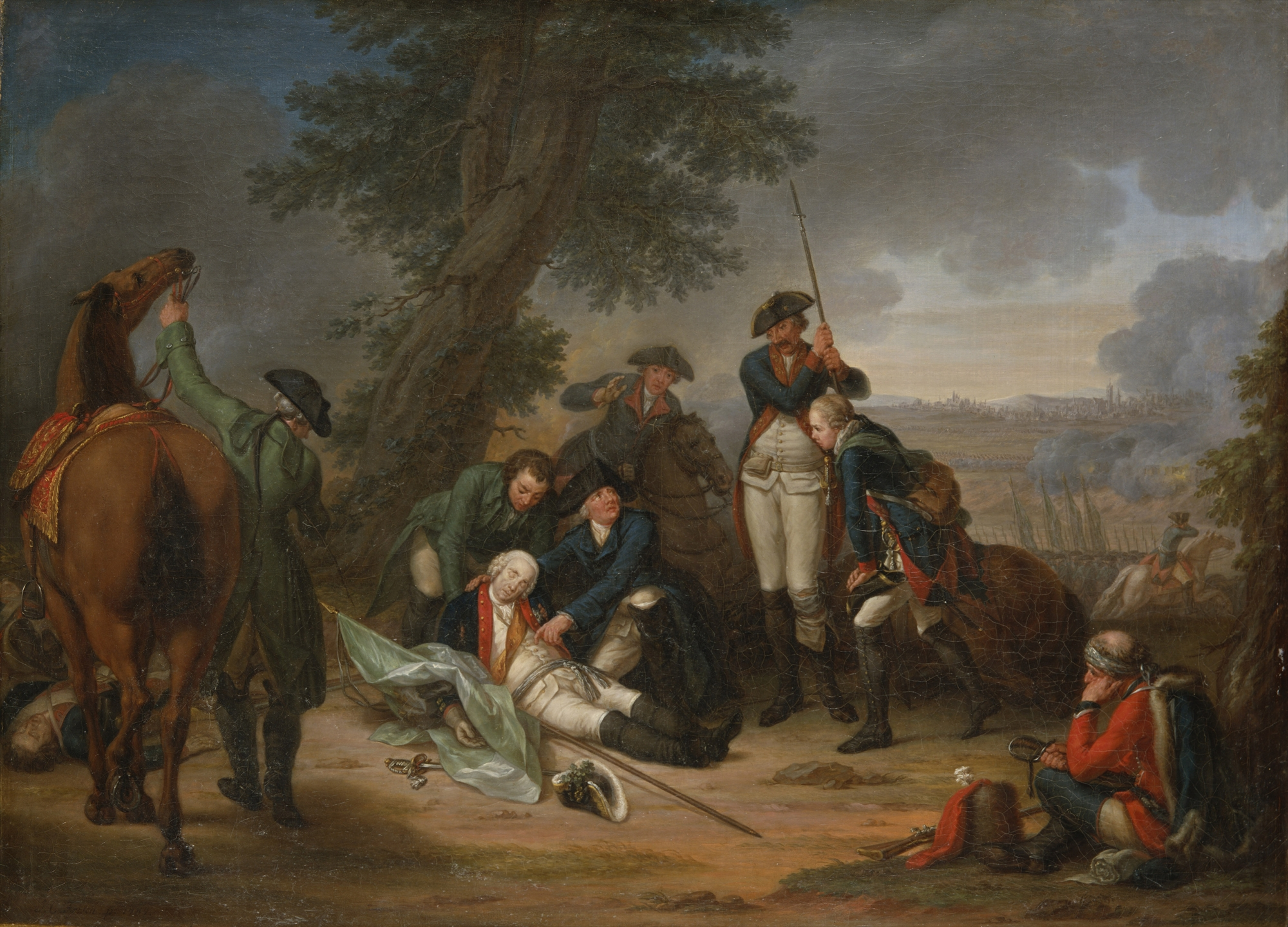
Mort du Maréchal Schwerin